# D2sp3杂化
d2sp3杂化是指一个原子同一电子层内由两个n-1d轨道、一个ns轨道和三个np轨道发生生杂化的过程。原子发生d2sp3杂化后，上述n-1d、ns和np轨道便会转化成为六个轨道，称为“d2sp3杂化轨道”。六个d2sp3杂化轨道分别存在于两个平面上，其中，位于水平面的四个杂化两两之间的夹角皆为90°，另有两个杂化轨道位于轴向平面、对称地分布于水平面两侧。一般认为d2sp3杂化的水平杂化轨道是由dx²-z²、s、px和py轨道组成的，而轴向杂化轨道则由dz²和pz组成。d2sp3杂化一般发生在分子形成过程中。杂化过程中，能量相近的d轨道、s轨道和p轨道发生叠加，不同类型的原子轨道重新分配能量并调整方向。
以[Fe(CN)6]3−中的铁离子（Fe3+）为例：处于基态的Fe3+（电子排布式为：[Ar]3d5）的3d电子发生重排（两个3d电子发生d-d跃迁，由eg轨道进入t2g轨道）。然后，两个空的3d轨道、一个空的4s轨道和三个空的4p轨道进行d2sp3杂化，形成六个d2sp3杂化轨道。该过程中铁离子的轨道排布变化情况如下图所示（图中灰色的配位电子对由6个氰酸根离子提供）：